# Раменье (сельское поселение Ильгощи)
Раменье— деревня в Рамешковском районе Тверской области. Относится к сельскому поселению Ильгощи.

## География
Находится в 33 километрах к юго-востоку от районного центра Рамешки, в 5 километрах от села Ильгощи, на автомобильной дороге «Красный Пахарь — Ильгощи — Волосково».

## История
Во второй половине XIX — начале XX века деревня Раменье относилась к Ильгощинскому приходу и волости Бежецкого уезда Тверской губернии. В 1887 году — 50 дворов, 272 жителя.
По переписи 1920 в Раменье — 69 дворов, 360 жителей.
В 1940 году Раменье центр сельсовета Теблешского района Калининской области.
В 1997 году — 63 хозяйства, 132 жителя. Администрация Раменского сельского округа, АОЗТ «Агро-Энерго» (бывший колхоз «Ленинский путь»), ДК, магазин.

## Население
| 1887 | 1920 | 1997 | 2008 | 2010 |
| ---- | ---- | ---- | ---- | ---- |
| 272  | ↗360 | ↘132 | ↘103 | ↘81  |